# Marie-Louise de Hanovre
Titre
Épouse du prétendant au trône de Bade
8 août 1928 – 6 novembre 1929
(1 an, 2 mois et 29 jours)
Marie-Louise de Hanovre (11 octobre 1879 - 31 janvier 1948), princesse de Hanovre, est la fille aînée d'Ernest-Auguste, prince héritier de Hanovre, et de Thyra du Danemark, la plus jeune fille du roi de Danemark Christian IX et de la reine Louise de Hesse-Cassel. Par son père, Marie-Louise est une arrière-arrière-petite-fille de George III du Royaume-Uni et de Charlotte de Mecklembourg-Strelitz. Elle est la cousine des souverains Nicolas II de Russie, Constantin Ier de Grèce, Christian X de Danemark, Haakon VII de Norvège et George V du Royaume-Uni.

## Mariage et descendance

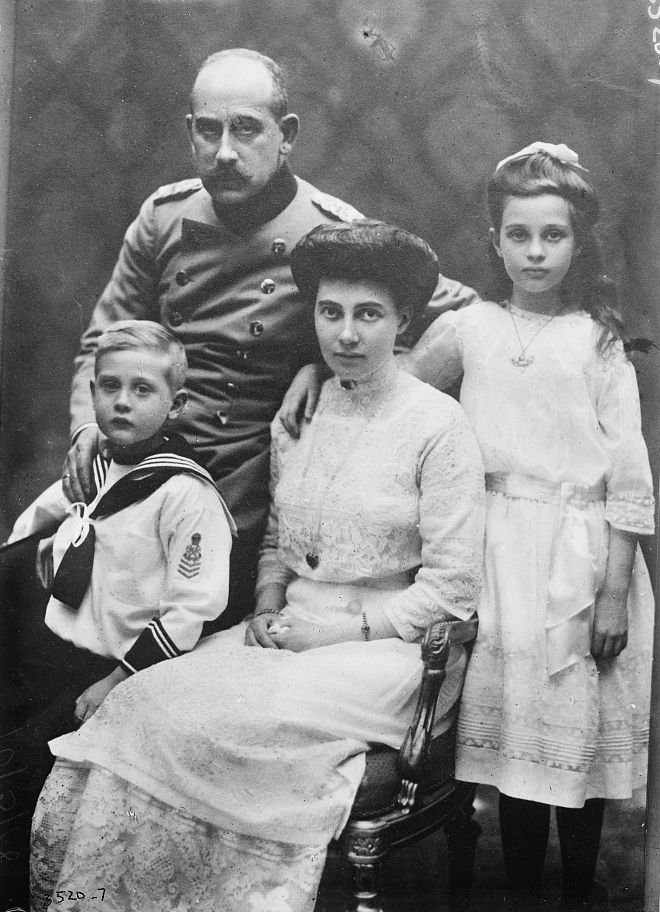
Marie-Louise et sa famille en 1914.

Marie-Louise épouse le 10 juillet 1900 à Gmunden, en Autriche-Hongrie son cousin au troisième degré, le prince Maximilien de Bade (1867-1929) , fils du prince Guillaume de Bade et de son épouse la princesse Marie Maximilianovna de Leuchtenberg. Marie-Louise et Maximilien ont une fille et un fils :
- Marie-Alexandra de Bade (1er août 1902 - 29 janvier 1944), épouse le prince Wolfgang de Hesse-Cassel, fils du prince Frédéric-Charles de Hesse-Cassel et de la princesse Marguerite de Prusse. Marie-Alexandra est tuée lors d'un bombardement allié à Francfort durant la Seconde Guerre mondiale.
- Berthold de Bade (24 février 1906 - 27 octobre 1963), épouse la princesse Théodora de Grèce, fille du prince André de Grèce et de la princesse Alice de Battenberg.